# Simeon Bulgaru
Simeon Bulgaru (ur. 26 maja 1985 w Kiszyniowie) – mołdawski piłkarz grający na pozycji środkowego obrońcy. Od 2014 roku jest zawodnikiem klubu Irtysz Pawłodar.

## Kariera klubowa
Swoją karierę piłkarską Bulgaru rozpoczął w klubie Zimbru Kiszyniów. W sezonie 2003/2004 zadebiutował w jego barwach w pierwszej lidze mołdawskiej. W sezonach 2003/2004 i 2006/2007 zdobył z nim dwa Puchary Mołdawii. Na początku 2007 roku odszedł do Sheriffu Tyraspol. W sezonach 2006/2007 i 2007/2008 wywalczył z Sheriffem dwa mistrzostwa kraju. W tym drugim przypadku zdobył również krajowy puchar.
Na początku 2008 roku Bulgaru przeszedł do duńskiego Viborga. Swój debiut w Superligaen zanotował 16 marca 2008 w przegranym 0:4 domowym meczu z Esbjergiem. Na koniec sezonu 2007/2008 spadł z Viborgiem do 1. division.
W 2010 roku Bulgaru został zawodnikiem Ałaniji Władykaukaz. Zadebiutował w niej 8 sierpnia 2010 w wygranym 1:0 domowym spotkaniu ze Spartakiem Nalczyk. Na koniec roku spadł z Ałaniją do Pierwszej Dywizji. W sezonie 2011/2012 powrócił do Priemjer-Ligi.
W 2013 roku Bulgaru przeszedł do Wołgi Niżny Nowogród. Swój debiut w niej zaliczył 8 marca 2013 w przegranym 0:2 domowym meczu z Kubaniem Krasnodar.
W 2014 roku Bulgaru został piłkarzem Irtyszu Pawłodar.
| Sezon   | Klub                 | Kraj     | Rozgrywki         | Mecze | Bramki |
| ------- | -------------------- | -------- | ----------------- | ----- | ------ |
| 2003/04 | Zimbru Kiszyniów     | Mołdawia | Divizia Națională | 11    | 0      |
| 2004/05 | Zimbru Kiszyniów     | Mołdawia | Divizia Națională | 26    | 2      |
| 2005/06 | Zimbru Kiszyniów     | Mołdawia | Divizia Națională | 13    | 3      |
| 2006/07 | Zimbru Kiszyniów     | Mołdawia | Divizia Națională | 20    | 0      |
| 2006/07 | Sheriff Tyraspol     | Mołdawia | Divizia Națională | 10    | 0      |
| 2007/08 | Sheriff Tyraspol     | Mołdawia | Divizia Națională | 7     | 1      |
| 2007/08 | Viborg FF            | Dania    | Superligaen       | 7     | 0      |
| 2008/09 | Viborg FF            | Dania    | 1. division       | 4     | 0      |
| 2009/10 | Viborg FF            | Dania    | 1. division       | 20    | 1      |
| 2010    | Ałanija Władykaukaz  | Rosja    | Priemjer-Liga     | 12    | 0      |
| 2011/12 | Ałanija Władykaukaz  | Rosja    | Pierwyj diwizion  | 40    | 1      |
| 2012/13 | Ałanija Władykaukaz  | Rosja    | Priemjer-Liga     | 12    | 0      |
| 2012/13 | Wołga Niżny Nowogród | Rosja    | Priemjer-Liga     | 7     | 0      |
| 2013/14 | Wołga Niżny Nowogród | Rosja    | Priemjer-Liga     | 14    | 0      |

## Kariera reprezentacyjna
W reprezentacji Mołdawii Bulgaru zadebiutował 7 lutego 2007 roku w przegranym 0:2 towarzyskim meczu z Rumunią, rozegranym w Bukareszcie.